# Ivan Raos
Ivan Raos (Medov Dolac, 1. siječnja 1921. – Split, 8. srpnja 1987.) bio je hrvatski književnik. 

## Životopis
Rođen je 1. siječnja 1921. u obitelji mlinara Petra i Mare rođ. Cvitković, kao prvo od sedmero njihove djece, u Medovu Docu (Imotski). Nakon pet razreda pučke škole koju je pohađao u Grabovcu, 1932. godine upisuje Biskupsku klasičnu gimnaziju i sjemenište u Splitu, odakle ga izbacuju nakon šestog razreda (1938.) zato što je gledao Optužujem (J'accuse), film o aferi Dreyfuss. Siromašni otac više ga nije mogao školovati, jer je uzdržavao veliku obitelj i otplaćivao dugove sjemeništu, te se Raos uzdržava sâm, završivši posljednja dva razreda i veliku maturu na splitskoj klasičnoj gimnaziji 1940. godine. Te godine objavljuje i svoj prvi književni tekst, kratku priču Đeneral u splitskom srednjoškolskom časopisu "Pregnuća".
Nakon mature započinje Raosov književni rad i svladavanje egzistencijalnih nevolja. Kako bi izbjegao vojsku, 1940. godine upisuje Pravni fakultet u Zagrebu, ali nikada ne studira; neko vrijeme radi u hotelskom baru u Splitu, zatim postaje honorarnim učiteljem u Grabovcu, u srpnju 1941. postaje novinar dnevnika "Hrvatski narod", gdje objavljuje niz različitih članaka, prikaza knjiga i izložbi, reportaža i osvrta, ali i pjesama, humoreski i novela, a povremenio piše i za druge novine i časopise ("Spremnost", "Nova Hrvatska", "Preporod", "Hrvatska revija"). Sljedeće godine dobiva otkaz u "Hrvatskom narodu", a te iste godine pod naslovom Utjeha noći, zajedno s Petrom Meštrovićem, objavljuje zbirku pjesama, i otada pa do kraja života Raos piše i objavljuje gotovo neprekidno. Početkom ljeta 1943., kako bi izbjegao mobilizaciju, odlazi u "Merkurov sanatorij" na operaciju krajnika, gdje - naklonošću liječnika - ostaje tri mjeseca; potom je poslan u Stockerau, ali ga Nijemci poslije mjesec dana vraćaju natrag u Zagreb. Sve do potkraj 1944. bio je u Prosvjetničkoj bojni, pa ga opet dodjeljuju redakciji "Hrvatskoga naroda". Spomenute godine oženio se Markom Jakovljević, s kojom ima sinove blizance Predraga i Nenada
Nakon završetka rata Raos ostaje bez posla, pa je kratko vrijeme i "sitni krijumčar". Upisuje i Filozofski fakultet, opet samo kako bi izbjegao vojsku (odslušao je šest semestara). Od 1948. počinje raditi kao akviziter Nakladnog zavoda Matice hrvatske, zatim kao honorarni činovnik u Zavodu za statistiku i evidenciju, nakon otkaza se zapošljava kao akviziter u časopisu "Arhitektura", pa postaje lektor, korektor, ekspediter i naposljetku tehnički urednik, sve do 1962. kad opet dobiva otkaz. Istodobno, tih godina bio je tehnički urednik i lektor časopisa "Čovjek i prostor" kojemu je i jedan od pokretača, a jezično i tehnički uređivao je još "Teatar", "Kulturni radnik", reviju "Kerempuh", kao i niz posebnih arhitektonskih, urbanističkih i turističkih izdanja. Član Društva hrvatskih književnika postaje 1956., a član Matice hrvatske 1963. godine. Kao slobodni književnik djeluje od 1961. do 1967., kad preuzima komercijalni odjel Nakladnog zavoda Matice hrvatske, u kojemu radi iduće tri godine. Godine 1967. dobitnik je nagrade Matice hrvatske za roman Vječno žalosni smijeh i to je njegova jedina književna nagrada. Od godine 1971. član je uredništva časopisa "Republike". Godine 1969. oženio se Ivankom Mlinac. Prvi put na scenu zagrebačkoga HNK dolazi s dramom Autodafe moga oca 1970. godine. 
Umro je u splitskoj bolnici 8. srpnja 1987. od posljedica moždanog udara.
Od srpnja 1994. na dan Raosove smrti, u Medovu Docu održavaju se "Raosovi dani", trodnevni skup posvećen uspomeni na pisca, čije djelo - i ne samo za njegov uži zavičaj - ima trajnu književnu vrijednost.
Pjesnik Šime Vučetić ga je opisao kao suvremenog hrvatskog Kačića; na to je Jozo Laušić Raosa u In memoriamu u Obnovljenom životu okarakterizirao ovako: "ako je književno djelo Ivana Raosa najsukladnije Kačićevu, onda nije, mislim, ni preuzetno ustvrditi da je Raos, nakon Šenoe, najklasičniji hrvatski pripovjedač".

## Popis djela

### Drame
- Dvije kristalne čaše (drama, Zagreb, vlastita naklada, 1953.)
- Banalna tema ili Kada se o životu radi, nitko nikome ne ustupa stolicu: drama u tri čina (drama, vlastita naklada, drama, 1954.)
- Bango-bango: lakrdija u tri čina (četiri slike) (lakrdija, Zagreb, vlastita naklada, 1954.)
- I plovi bijeli oblak: drama u tri čina (drama, Zagreb, vlastita naklada, 1954.)
- Tri ratne priče: drame u jednom činu ("Treba sačuvati zelene krijesnice", "Kolica ne mogu hramati", "Bol bi se dala podnijeti", Zagreb, Lykos, 1955.)
- Tri egzotične priče: drame u jednom činu ("Uznemire se mornari", "Tojo - ljubičasti obruč", "Dvije tisuće prvi", vlastita naklada, 1956.)
- Tri ljubavi: drame u jednom činu ("Ruže hodaju", "Dolje nema zvijezda", "M. At. Regul", vlastita naklada, 1956.)
- Kako je New York dočekao Krista: žalosna igra u tri čina (žalosna igra, Zagreb, vlastita naklada, 1956.)
- Knjiga o Taquartima: pjesni o trojici razapetih (tri pjesme u prozi, Zagreb, Lykos, 1956.)
- Žene i muževi: monolozi u jednom činu (10 scenskih monologa, Subotica, Rukovet, 1958.)
- Autodafe moga oca: herojska tragedija u tri dijela (drama, Zagreb, vlastita naklada, 1957.; prerađeno izdanje Biblioteka HNK, Zagreb, 1967.)
- Vjetar je zastao: drama u dva dijela (drama, Zagreb, vlastita naklada, 1957.)
- Tri groteske: groteske u jednom činu ("Pod guillotinom", "Pua-Pua", "Ima i većih hulja, g. Fares", Zagreb, vlastita naklada, 1959.)
- Pod slijepom pjegom: drama u tri čina (drama, Zagreb, Kulturni radnik, 1959.)
- Bijeli brijeg: prikazanje u četiri čina (drama, Zagreb, Dramska biblioteka Scena, 1965.)
- Nemojte nam kosti pretresati: izabrane drame (Zagreb, Matica hrvatska, 1970.)

### Poezija i proza
- Utjeha noći (pjesme s Petrom Meštrovićem, Zagreb, Gradjanska tiskara, 1942.)
- Grold Taquart (knjiga pjesničke proze, Zagreb, vlastita naklada, 1943.)
- Pjesan Nikodemova (knjiga pjesničke proze, vlastita naklada, 1943.)
- Volio sam kiše i konjanike (dvije pripovijesti, Zagreb, Društvo hrvatskih književnika, 1956.)
- Gaudamada i druge neobične priče (pripovijesti, Zagreb, IBI: Poduzeće za izdavanje, prodaju i distribuciju knjiga, 1956.)
- Vječno nasmijano nebo: kronika moga djetinjstva (roman, Zagreb, Zora, 1957.)
- Žalosni Gospin vrt: kronika moga dječaštva (roman, Zagreb, Zora, 1962.)
- Izabrat ćeš gore (pripovijesti, Zagreb, Naprijed, 1964.)
- Partija preferansa i druge neobične priče' (pripovijesti, Zagreb, Matica hrvatska, 1965.)
- Vječno žalosni smijeh: trilogija ("Vječno nasmijano nebo", "Žalosni Gospin vrt", "Smijeh izgubljenih djevojaka", Zagreb, Matica hrvatska, 1965.)
- Na početku kraj (tri mala romana: "Korak u stranu", "Volio sam kiše i konjanike", "Tamo negdje neke oči", Zagreb, Znanje, 1969.)
- Prosjaci & sinovi (roman, Zagreb, Matica hrvatska, 1971.)(ekraniziran na televiziji, serija Prosjaci i sinovi)
- Župnik na kamenu (roman, Zagreb, Glas Koncila, 1975.)
- Kraljičin vitez: roman iz doba kraljice Jelene (roman, Zagreb, Nadbiskupski duhovni stol, 1976.)
- Gastarbajteri (pripovijesti, Zagreb, Globus, 1982.)
- Zloduh vlasti: potajni ljetopis dvorskog ljetopisca, potom cesara Derisora Smijača (roman, Zagreb, Matica hrvatska, 1997.)

### Članci
- Slišković, Andrea. 2017. Ivan Raos - bunkerirani pučko-religiozni književnik. Kroatologija. Sveučilište u Zagrebu – Fakultet hrvatskih studija. Zagreb. 8 (1–2): 52–59

## Vanjske poveznice
Ostali projekti
|  | Wikicitati imaju zbirke citata o temi Ivan Raos |